# Irene Mulyagonja
Irene Mulyagonja Kakooza (nhũ danh Irene Mulyagonja), là một luật sư và thẩm phán người Uganda, từng là Tổng thanh tra của Chính phủ, kể từ ngày 12 tháng 4 năm 2012. Bà phục vụ như một công lý của Tòa án tối cao của Uganda, từ năm 2008 đến năm 2012.

## Gia đình
Bà sinh năm 1963, tại thành phố Jinja, thuộc khu vực phía đông của Uganda. Cha bà là một kỹ sư xây dựng và doanh nhân, người sở hữu công ty xây dựng của riêng mình, còn mẹ bà là một giáo viên tiểu học. Bà lớn lên trong một gia đình thuộc tầng lớp trung lưu gồm 13 anh chị em, bốn người trong số họ là con ruột, giữa hai cha mẹ cô, trong khi tám người là giữa cha bà và các đối tác khác.

## Giáo dục
Bà học trường tiểu học đường Naranbhai, ở thị trấn Jinja, trong toàn bộ năm học tiểu học 7 năm. Bà đã học tại Mount Saint Mary's College Namagunga cho cả giáo dục O-Level và A-Level. Bà được nhận vào Đại học Makerere, trường đại học công lập lâu đời nhất và lớn nhất ở Uganda, để học luật, tốt nghiệp với bằng Cử nhân Luật. Bà cũng có bằng Cao đẳng về Thực hành Pháp lý, được lấy từ Trung tâm Phát triển Luật, ở Campuchia. Bằng Thạc sĩ Nghệ thuật về Tư vấn của bà đã được trao bởi Đại học Makerere. Bà cũng có bằng Cao đẳng về Luật Phụ nữ, từ Đại học Zimbabwe.

## Làm việc trước Tòa án tối cao
Năm 1989, bà được thuê làm giảng viên trợ lý tại Trung tâm phát triển luật, phục vụ trong khả năng đó cho đến năm 1993. Bà làm việc với hai công ty luật lớn ở Kampala, bao gồm tại Muliira và Company Advocates, nơi bà gặp chồng mình. Khi bà rời công ty đó vào năm 1996, bà và một đồng nghiệp nữ khác, Eva Luswata Kawuma, đã thành lập Kakooza và Kawuma Advocates, một quan hệ đối tác toàn nữ. Công ty được thuê bởi Ủy thác phục hồi tài sản không thực hiện (NPART), từ năm 1997 đến năm 2006 khi Quỹ tín thác đóng cửa.